# Chiến tranh Nhật Bản – Lưu Cầu
Chiến tranh Nhật Bản-Lưu Cầu là cuộc chiến do phiên Satsuma của Nhật Bản tiến hành vào năm 1609, tấn công Vương quốc Lưu Cầu. Cuộc chiến không dẫn đến nhiều thương vong vì Lưu Cầu chỉ có sức mạnh quân sự rất hạn chế, và thần dân Lưu Cầu đã nghe theo lệnh quốc vương khi đầu hàng. Cuộc chiến kết thúc đánh dấu việc Vương quốc Lưu Cầu bắt đầu trở thành một nước chư hầu của Satsuma.
Vương quốc Lưu Cầu từ đó là chư hầu của phiên Satsuma, song nước này vẫn duy trì mối quan hệ triều cống từ lâu với Trung Quốc, cho đến khi chính thức bị sáp nhập vào Nhật Bản từ năm 1879, trở thành tỉnh Okinawa.

## Bối cảnh
Gia tộc Shimazu của phiên Satsuma đã mối quan hệ truyền thống lâu dài với Lưu Cầu. Hai bên đã tiến hành giao thương ít nhất là từ vài thế kỷ trước đó và thậm chí còn có thể từ lâu hơn nữa; ngoài ra, Lưu Cầu đã có một số lần triều cống cho Mạc phủ Muromachi (1336–1573) của Nhật Bản, trong khi đã triều cống cho Trung Quốc từ năm 1372.
Trong những thập niên cuối của thế kỷ 16, gia tộc Shimazu cùng với Toyotomi Hideyoshi [người cai trị Nhật Bản từ năm 1582 đến 1598] đã yêu cầu Lưu Cầu phải hỗ trợ trong một số sự kiện. Vua Shō Nei (trị vì 1587–1620) đã đáp ứng một số trong những yêu cầu này. Sho Nei đã cử Aya-Bune (tàu triều cống đến Satsuma) vào tháng 2 hoặc tháng 3 năm 1592, và chịu cung ứng gánh nặng cho phí cho cuộc xâm lược của Nhật Bản vào Triều Tiên năm 1593. Song Sho Nei đã lờ đi nhiều thông báo từ gia tộc Shimazu và Hideyoshi, điều này đã thúc đẩy gia tộc Shimazu, với sự cho phép của Mạc phủ Tokugawa (1603–1867), tiến hành xâm lược Lưu Cầu vào năm 1609, tuyên bố rằng đây là một hành động trừng phạt.
Một trong các sự kiện chính đã thúc đẩy Satsuma hành động là khi Hideyoshi mở chiến dịch xâm lược Triều Tiên đầu tiên. Năm 1591, Shimazu Yoshihisa đã nói rằng "Hideyoshi lệnh cho Lưu Cầu và Satsuma phải cung cấp 15.000 quân để nhập Đường. Song Lưu Cầu là một nước xa xôi và không biết về phong cách chiến thuật của Nhật Bản. Do vậy ta miễn cho các vị việc phải huy động quân lính. Đổi lại, các vị phải cung cấp khẩu phần ăn trong 10 tháng cho 7.000 lính." Sho Nei đã chỉ cung ứng một nửa vào năm 1593.
Sau cái chết của Hideyoshi vào năm 1598, Tokugawa Ieyasu tiếp quản quyền cai trị Nhật Bản, Shō Nei được Satsuma hỏi về việc chính thức quy phục Mạc phủ mới song yêu cầu này cũng bị lờ đi.
Năm 1603, một số người Lưu Cầu đã bị dạt vào bờ biển của phiên Sendai. Tokugawa Ieyasu đã gửi họ trở lại Lưu Cầu. Gia tộc Shimazu đã nhiều lần nhắc nhở Lưu Cầu phải nồng nhiệt cảm ơn Tướng quân Ieyasu, song Lưu Cầu đã phớt lờ. Kian, một bậc thầy về trà đạo, phụng sự cho Sho Nei, đã viết trong nhật ký rằng "Nếu tôi tiết lộ nguyên nhân cơ bản của cuộc chiến tranh này, thì đó chỉ là do lỗi của Jana. Ông ta là cận thần xảo quyệt.". Gia tộc Shimazu sau đó đã yêu cầu được phát động một cuộc trừng phạt Lưu Cầu.
100 tàu trở theo khoảng 3.000 chiến binh đã tập trung tại bến cảng Yamakawa vào ngày 1 tháng 3 ÂL. Một trong số các chiến binh là Ichirai Magobee, ông đã viết "Nhật ký vượt biển đến Lưu Cầu của ta". Họ dời khỏi cảng vào ngày 4 tháng 3 ÂL, dưới quyền chỉ huy của Kabayama Hisataka và Hirata Masumune.

## Chiến sựAmami Ōshima
Hạm đội Satsuma đến Amami Oshima vào ngày 7 tháng 3 ÂL. Người dân trên đảo đã không phản kháng, và thậm chí còn giúp đỡ quân Satsuma. Tameten, án ti của Kasari, đã chịu khuất phục trước Kabayama, và sau đó kêu gọi người dân toàn đảo đầu hàng. Shigetedaru (焼内首里大屋子茂手樽), án ti của Yakiuchi, đã cung ứng nhu yếu phẩm cho quân Satsuma. Vào ngày 16 tháng 3, 13 tàu dời Amami Ōshima để tiến đến Tokunoshima. Những tàu khác dời Amami Ōshima vào ngày 20 tháng 3.
Ngày 10 tháng 3 ÂL, Sho Nei được thông báo về việc quân Satsuma đến Amami Ōshima. Ông cử Ibun, trụ trì của chùa Tenryu, đến đảo này để ra lệnh đầu hàng. Song Ibun đã bị mất liên hệ với quân Satsuma vì lý do chưa rõ ràng.

## Chiến sựTokunoshima
Ngày 17 tháng 3 ÂL, 13 tàu đến Tokunoshima. Hai tàu đến Kanaguma song không có chuyện gì xảy ra. 8 tàu đến Wanya. Các tàu bị 1000 người vây hãm suốt đêm. Đến ngày 18 tháng 3 ÂL, quân Satsuma rời khỏi tàu và giết chết 50 người. 3 tàu đến Akitoku. Họ bị người Akitoku tấn công song đã nhanh chóng giành lại lợi thế và giết chết 20~30 người.
Hạm đội Satsuma đến Akitoku vào ngày 20 tháng 3 ÂL. Đến ngày 21 thảng ÂL, Kabayama đi đến đảo Okierabu cùng với 10 tàu. Các tàu khác dời khỏi Tokunoshima vào ngày 24 tháng 3, và đến Okierabu vào lúc mặt trời lặn. Họ gặp Kabayama và đội tàu của ông tại đây, rồi nhanh chóng tiến về đảo Lưu Cầu.

## Chiến sựđảo Lưu Cầu
Hạm đội Satsuma đến cảng Unten tại bán đảo Motobu của đảo Lưu Cầu vào ngày 25 tháng 3. Đến ngày 27 tháng 3, một số đã đổ bộ lên bờ. Họ thấy thành Nakujin bị bỏ hoang. Quân Satsuma đốt cháy một số nơi.
Ngay sau khi Sho Nei hay tin quân Satsuma đã đến Nakijin, ông đã triệu một nhà sư phái Thiền tông tên là Kikuin (菊隠宗意). Quốc vương Lưu Cầu ra chiếu chỉ cho Kikuin, "Ngươi đã sống ở Satsuma trong nhiều năm, vậy ngươi sẽ biết rất nhiều về ba lãnh chúa của gia tộc Shimazu. Hãy tạo ra một đề nghị hòa bình."Kikuin và đoàn sứ thần rời kinh đô Lưu Cầu, Shuri vào ngày 26 tháng 3, sau đó đến Kuranami (nay là Yomitan). Họ dời Kuranami đến Onna bằng thuyền. Đến ngày 27 tháng 3, họ lại dời khỏi Onna bằng thuyền và đến Nakijin. Kikuin thương thảo với Kabayama. Kabayama ra lệnh rằng các cuộc đàm phán hòa bình phải được tiến hành ở kinh đô.
Vào sáng sớm ngày 29 tháng 3 ÂL, hạm đội Satsuma và Kikuin dời khỏi cảng Unten. Họ đến Oowan. Đoàn sứ thần Lưu Cầu ngay lập tức dời khỏi nơi đó và đến Makiminato. Tại đây, họ dời khỏi thuyền để về Shuri và đến được kinh đô vào ban đêm. Kikuin báo cáo lại lời của Kabayama cho Sho Nei.
Tại Oowan, Kabayama cử một số chỉ huy của mình đến Naha, do ông nghe nói rằng ở đó có một loạt lối vào cảng Naha. "Nếu không có một loạt lối, không tàu nào có thể tiến vào cảng."Để chuẩn bị cho điều tồi tệ nhất, ông đã chuẩn bị tấn công Shuri.
Ngày 1 tháng 4 ÂL, tàu của Satsuma tiến vào cảng Naha. Ngay lập tức, họ đã tổ chức đàm phán hòa bình tại Oyamise (親見世) ở Naha. Lúc này, có một vụ hỏa hoạn tại Shuri. Quân Satsuma tấn công. Một số chỉ huy quân Satsuma  tiến lên Shuri từ Naha. Do Sho-Nei đã cho đưa Kabayama cùng vương đệ là Sho-Ko (尚宏), và toàn bộ ba tể tướng của mình đi làm con tim, Kabayama đã ra lệnh cho lính của mình đi xuống Naha. Toàn bộ quân Satsuma đến Naha vào ngày 1 tháng 4 ÂL.
Ngày 4 tháng 4 ÂL, Sho-Nei bỏ thành Shuri. Đến ngày 5 tháng 4 ÂL, một số chỉ huy của quân Satsuma đã tiến vào kinh thành, và bắt đầu kiểm kê kho báu tại thành.
Đến ngày 17 tháng 5 ÂL, Sho Nei dời khỏi cảng Unten và cùng với khoảng 100 bá quan đến chỗ quân Satsuma. Đến tháng 8 ÂL năm 1610, ông gặp cựu Tướng quân Tokugawa Ieyasu tại Sunpu. Sau đó, quốc vương Lưu Cầu bị đưa đến Edo để chính thức yết kiến Tướng quân Tokugawa Hidetada vào ngày 28 tháng 8 ÂL. Ngày 24 tháng 12, Sho Nei trở về Kagoshima, tại đây ông bị buộc phải chính thức đầu hàng và tuyên thệ trung thành với gia tộc Shimazu. Năm 1611, tức hai năm sau cuộc xâm lược, quốc vương trở về thành Shuri.
Trong lúc quốc vương vắng mặt, Kabayama Hisataka và Honda Chikamasa đã quản lý các hòn đảo thay mặt cho lãnh chúa Shimazu Tadatsune. 14 quan chức samurai đến từ Satsuma, cùng với 163 nhân viên, kiểm tra kết cấu chính trị của vương quốc và tình trạng kinh tế, và tiến hành khảo sát đất đai trên tất cả các đảo. Sau khi quốc vương trở về Shuri và quyền quản lý của ông được tái lập, một số bá quan Lưu Cầu đã đến Kagoshima làm con tim. Kunigami Aji Seiya (国頭按司正弥) đã sống tại Kagoshima vào năm 1614-1616. Ông phục vụ cho gia tộc Shimazu Iehisa trong trận bao vây Osaka năm 1615.

## Kết quả
Các văn kiện đầu hàng được ký tại Kagoshima vào năm 1611 đi kèm với một loạt lời tuyên thệ. Quốc vương cùng các bá quan Lưu Cầu đã phải thề rằng "các đảo Lưu Cầu từ thời cổ đã là đất phụ thuộc của Satsuma", và rằng Lưu Cầu đã có một truyền thống lâu dài trong việc gửi triều cống và cử sứ thần thỉnh an các lãnh chúa Satsuma; mặc dù những điều này là sai lệch so với thực tế. Những lời tuyên thệ cũng bao gồm các quy định rằng Lưu Cầu thừa nhận mình đã hành động sai trái khi phớt lờ yêu cầu phải đóng góp vật lực và nhân lực, rằng cuộc xâm lược là thích đáng, lãnh chúa Satsuma đã khoan dung khi cho phép quốc vương cùng các bá quan trở về quê hương và duy trì quyền lực. Cuối cùng, các bá quan bị buộc phải thề trung thành với gia tộc Shimazu thông qua quốc vương của họ. Tei Dō là một đại thần triều đình và một chỉ huy quân sự của Lưu Cầu đã tham gia chống lại cuộc xâm lược, song ông đã từ chối ký vào lời tuyên thệ và bị chặt đầu.
Cấu trúc triều đình của Lưu Cầu vẫn còn nguyên vẹn cùng với vương tộc. Người Lưu Cầu vẫn duy trì là một nước độc lập, một "nước ngoài" (異国, dị quốc) đối với người Nhật, và triều đình Trung Quốc đã có nhiều nỗ lực để làm yếu đi sự thống trị của Satsuma đối với Lưu Cầu, mục đích là để đảm bảo rằng các hoạt động kinh tế và ngoại giao giữa hai bên sẽ vẫn tiếp tục, Trung Quốc lúc đó không có quan hệ chính thức cũng như thương mại với Nhật Bản. Tuy nhiên, mặc dù các vị quốc vương vẫn được giữ lại quyền lực đáng kể, song chỉ được phép hoạt động trong khuôn khổ các nguyên tắc nghiêm ngặt do Satsuma đặt ra, và bị yêu cầu phải triều cống thường xuyên một lượng tài vật đáng kể cho Satsuma.
Khuôn khổ do Satsuma đặt ra phần lớn được ghi trong một tài liệu mà thỉnh thoảng được gọi là "Mười lăm điều cấm kị" (掟十五ヶ条, Okite jūgo-ka-jō), đi kèm với lời tuyên thệ ký ở Kagoshima năm 1611, trong đó có các hạn chế chi tiết về chính trị và kinh tế đối với vương quốc. Theo đó, các hoạt động ngoại thương, ngoại giao, và thăm viếng sẽ bị cấm nếu không có sự chấp thuận chính thức của Satsuma. Quan hệ thương mại phát triển của Lưu Cầu với Trung Quốc, Đông Nam Á và Triều Tiên trở thành mối quan tâm của Satsuma, và một số luật khác cũng được đặt ra để nghiêm cấm tương tác giữa người Lưu Cầu và người Nhật, cũng như đi lại giữa hai quốc đảo. Tương như như vậy, việc đi ra bên ngoài và tiếp nhận tàu tại các cảng của Lưu Cầu nói chung đã bị hạn chế rất nhiều, ngoại lệ chỉ dành cho thương mại và các chuyến thăm viếng chính thức do Satsuma cho phép.
Ngoài ra, Amami Ōshima và một số đảo khác mà nay được gọi với cái tên quần đảo Satsunan đã bị sáp nhập vào phiên Satsuma và không còn là lãnh thổ của Lưu Cầu. Các hòn đảo này ngày nay thuộc về tỉnh Kagoshima thay vì tỉnh Okinawa.

## Thư viện chiến dịch
Tham gia và các phong trào trong cuộc xâm lược của Ryukyu
- Hạm đội Satsuma đi qua Quần đảo Tokara để bảo vệ Đảo Amami. 20 tháng 3 - 11 tháng 4 năm 1609.
- Quân đội Satsuma đánh chiếm đảo Amami; Hạm đội Satsuma di chuyển đến đảo Tokuno an toàn. 11 tháng 4 - 24 tháng 4 năm 1609.
- Quân đội Satsuma đánh chiếm đảo Tokuno; Hạm đội Ryukyuan di chuyển về phía đảo Amami; Hạm đội Satsuma di chuyển đến đảo Okinoerabu an toàn. 24 tháng 4 - 26 tháng 4 năm 1609.
- Quân đội Satsuma đánh chiếm đảo Okinoerabu; Hạm đội Satsuma bỏ qua đảo Yoron. 26 tháng 4 - 28 tháng 4 năm 1609.
- Hạm đội Satsuma neo đậu gần đảo Kouri; Quân đội Satsuma đáp xuống Unten và di chuyển đến bảo vệ lâu đài Nakijin; Quân đội Ryukyuan di chuyển để tấn công quân đội Satsuma. 29 tháng 4 - 1 tháng 5 năm 1609.
- Satsuma phá hủy lâu đài Nakijin; Quân đội Ryukyuan nghỉ hưu; Quân đội Satsuma đáp xuống Yomitan và tiến về phía Urasoe; Hạm đội Satsuma tiến về phía Naha. 1 tháng 5 - 3 tháng 5 năm 1609.
- Satsuma phá hủy lâu đài Urasoe; Hạm đội Satsuma di chuyển đến vi phạm Cảng Naha; Quân đội Satsuma di chuyển đến cầu Taihei. 3 tháng 5 - 4 tháng 5 năm 1609.
- Hạm đội Satsuma rút về Makiminato; Quân đội Satsuma di chuyển để bảo vệ lâu đài Shuri. 4 tháng 5 - 6 tháng 5 năm 1609.